# Aristida schultzii
Aristida schultzii är en gräsart som beskrevs av Carl Christian Mez. Aristida schultzii ingår i släktet Aristida och familjen gräs. Inga underarter finns listade i Catalogue of Life.